# Bezirk Namur
Der Bezirk Namur ist einer von drei Bezirken in der belgischen Provinz Namur. Er umfasst eine Fläche von 1.164,85 km² mit 323.859 Einwohnern (Stand: 1. Januar 2024) in 16 Gemeinden.

## Gemeinden im Bezirk Namur
| Gemeinde           | Einwohner 1. Januar 2024 | Fläche km² | Dichte Einw./km² | NIS- Code | Postleitzahl                          |
| ------------------ | ------------------------ | ---------- | ---------------- | --------- | ------------------------------------- |
| Andenne            | 28.187                   | 86,17      | 327              | 92003     | 5300                                  |
| Assesse            | 7.325                    | 78,16      | 94               | 92006     | 5330, 5332–5334, 5336                 |
| Éghezée            | 16.866                   | 102,81     | 164              | 92035     | 5310                                  |
| Fernelmont         | 8.210                    | 65,61      | 125              | 92138     | 5380                                  |
| Floreffe           | 8.082                    | 38,89      | 208              | 92045     | 5150                                  |
| Fosses-la-Ville    | 10.418                   | 63,24      | 165              | 92048     | 5070                                  |
| Gembloux           | 26.496                   | 95,86      | 276              | 92142     | 5030–5032                             |
| Gesves             | 7.481                    | 64,92      | 115              | 92054     | 5340                                  |
| Jemeppe-sur-Sambre | 19.225                   | 46,80      | 411              | 92140     | 5190                                  |
| La Bruyère         | 9.351                    | 52,98      | 177              | 92141     | 5080–5081                             |
| Mettet             | 13.529                   | 116,78     | 116              | 92087     | 5640–5641, 5644, 5646                 |
| Namur              | 114.142                  | 175,69     | 650              | 92094     | 5000–5004, 5020–5022, 5024, 5100–5101 |
| Ohey               | 5.226                    | 56,62      | 92               | 92097     | 5350, 5351, 5352, 5353, 5354          |
| Profondeville      | 12.318                   | 50,34      | 245              | 92101     | 5170                                  |
| Sambreville        | 28.615                   | 34,20      | 837              | 92137     | 5060                                  |
| Sombreffe          | 8.388                    | 35,78      | 234              | 92114     | 5140                                  |
| Bezirk Namur       | 323.859                  | 1.164,85   | 278              | 92000     | –                                     |